# Józef Marek (biskup)

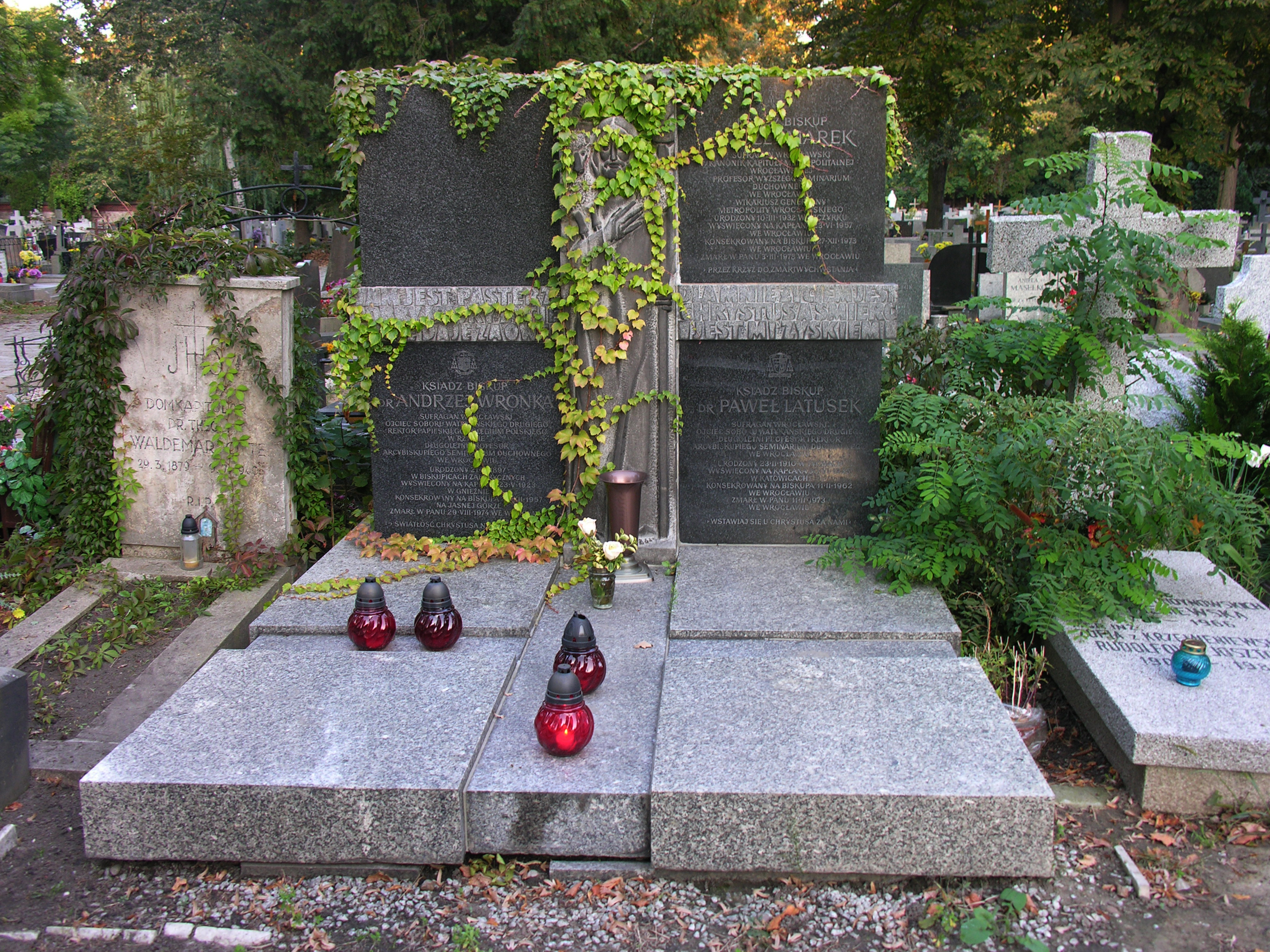
Grobowiec biskupów pomocniczych wrocławskich na cmentarzu św. Wawrzyńca we Wrocławiu

Józef Marek (ur. 10 marca 1932 w Szczyrku, zm. 3 marca 1978 we Wrocławiu) – polski duchowny rzymskokatolicki, doktor prawa kanonicznego, biskup pomocniczy wrocławski w latach 1973–1978.

## Życiorys
Święcenia kapłańskie otrzymał 23 czerwca 1957 po ukończeniu Metropolitalnego Wyższego Seminarium Duchownego we Wrocławiu. Studiował na Katolickim Uniwersytecie Lubelskim. Był wikariuszem w Głuszynie, Jedlinie-Zdroju i Nowej Soli. W 1962 rozpoczął pracę w Metropolitalnym Wyższym Seminarium Duchownym jako prefekt i wykładowca. Od 1964 w Kurii Metropolitalnej pracował jako: notariusz (1964), referent diecezjalnego duszpasterstwa rodzin (1966), wicekanclerz kurii (1968), sędzia prosynodalny (1969), kanclerz kurii (1969) a w 1971 otrzymał stanowisko wikariusza generalnego. W 1970 papież Paweł VI odznaczył go godnością prałata-kapelana honorowego.
10 listopada 1973 został mianowany biskupem pomocniczym archidiecezji wrocławskiej i biskupem tytularnym Tigillavy. Święceń biskupich udzielił mu 27 grudnia 1973 kardynał Karol Wojtyła.
Został pochowany 6 marca 1978 na cmentarzu św. Wawrzyńca we Wrocławiu w grobowcu biskupów pomocniczych wrocławskich.